# 坎波卡拉布罗
坎波卡拉布罗（義大利語：Campo Calabro），是意大利雷焦卡拉布里亚省的一个市镇。总面积7.46平方公里，人口4348人，人口密度582.8人/平方公里（2009年）。ISTAT代码为080018。